# Lampas elmeri
Lampas elmeri är en tvåhjärtbladig växtart som beskrevs av Danser. Lampas elmeri ingår i släktet Lampas och familjen Loranthaceae. Inga underarter finns listade i Catalogue of Life.